# Australinocreagris grahami
Australinocreagris grahami är en spindeldjursart som först beskrevs av William B. Muchmore 1969.  Australinocreagris grahami ingår i släktet Australinocreagris och familjen helplåtklokrypare. Inga underarter finns listade.